# Przymus wiedeński
Przymus wiedeński (Vienna Coup) – w brydżu manewr rozgrywającego polegający na stworzeniu lewy wygrywającej dla obrony, równocześnie jednak tworząc i odblokowując groźbę w jednej z rąk rozgrywającego. Tego typu sytuacja została po raz pierwszy rozpoznana i opisana na początku XX wieku przy grze w wista, w Wiedniu i jak głosi legenda, w czasie gry w jednej z popularnych tam kafejek. Pomimo jego nazwy zagranie to nie jest ściśle mówiąc przymusem, ale raczej manewrem wymaganym w niektórych sytuacjach do stworzenia sytuacji przymusowej.
| ♠    | AJ   |   |    |
| ♥    | A    |   |    |
| ♦    | -    |   |    |
| ♣    | 2    |   |    |
| NE S | NE S | ♠ | KQ |
| NE S | NE S | ♥ | K4 |
| NE S | NE S | ♦ | -  |
| NE S | NE S | ♣ | -  |
| ♠    | 4    |   |    |
| ♥    | Q2   |   |    |
| ♦    | -    |   |    |
| ♣    | A    |   |    |

Po zagraniu asa trefl E staje w przymusie, ale z powodu zablokowanych kierów i braku komunikacji rozgrywający nie może skorzystać z damy kier jeżeli E odrzuci małego kiera. Jeżeli jednak przed zagraniem asa trefl rozgrywający odblokuje asa kier, to obrońca nie będzie mógł się obronić przed przymusem
.